# Škoda 17Tr

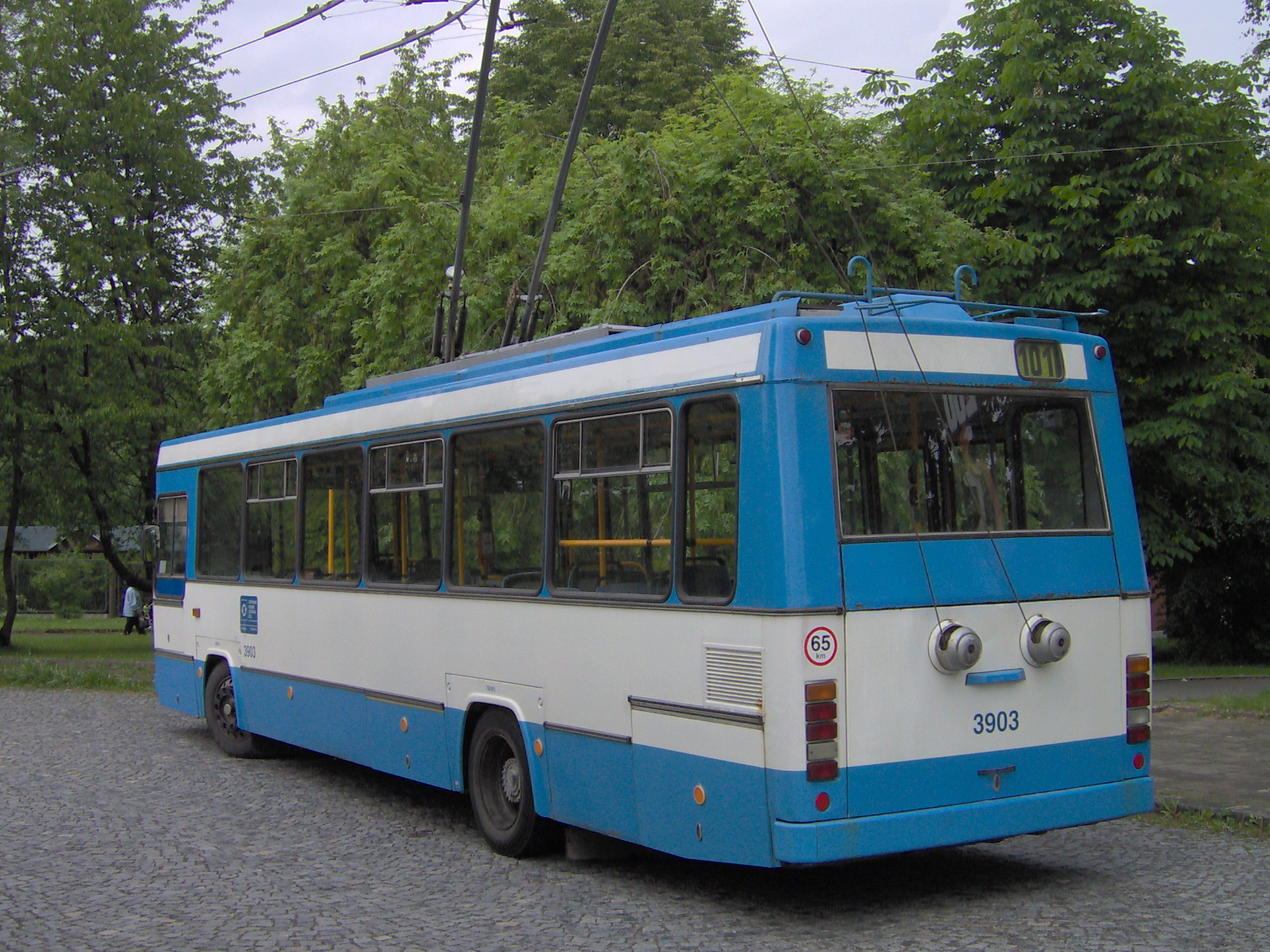
Zadní část vozu

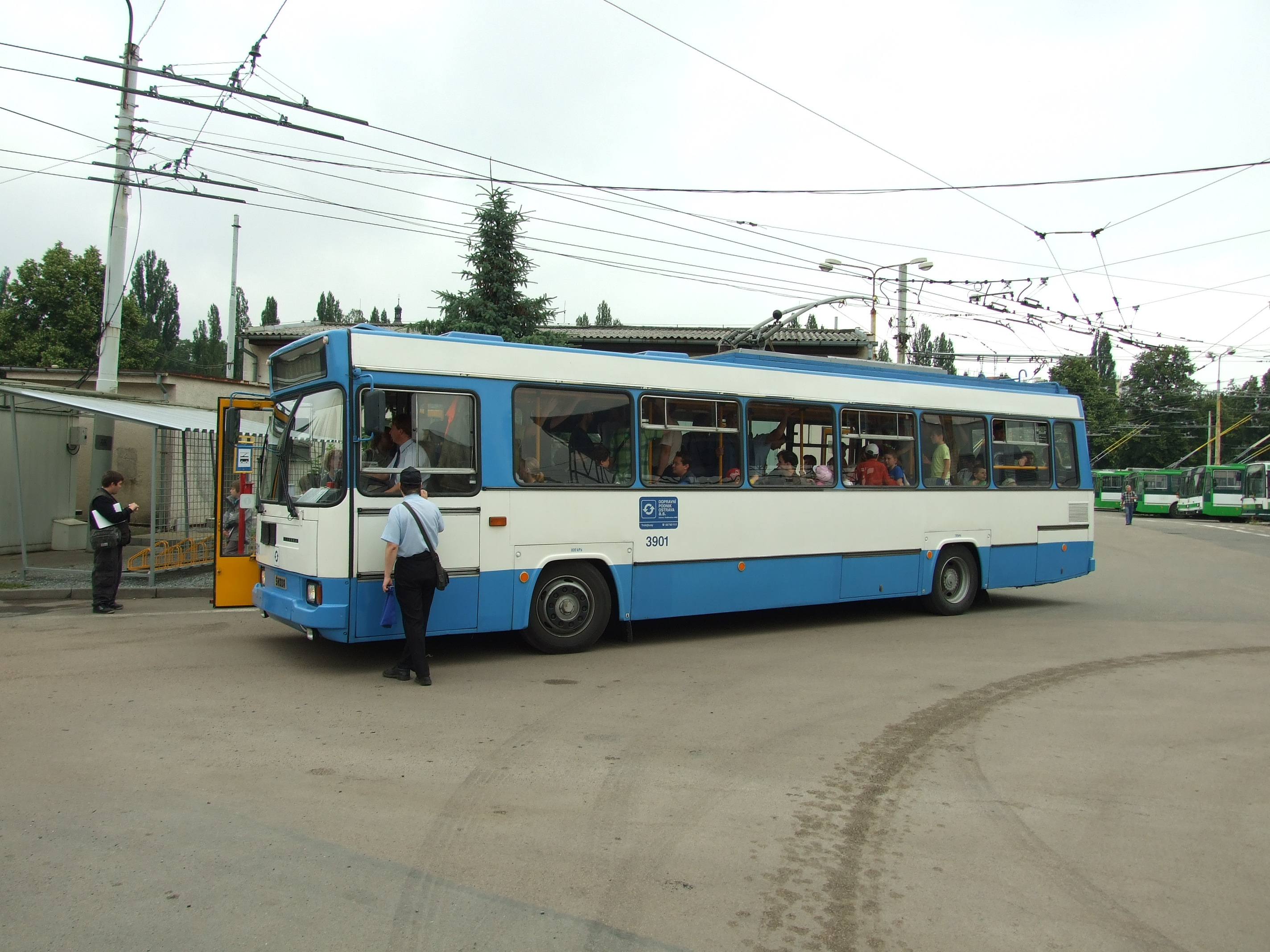
Historický trolejbus typu 17Tr v Plzni

Škoda 17Tr je typ československého trolejbusu. Tento model (společně s autobusem Karosa B 831) byl vyvinut v rámci unifikace vozidel MHD společnostmi Škoda a Karosa v polovině 80. let 20. století.

## Konstrukce
V roce 1983 byl vládou ČSSR schválen projekt tzv. unifikované řady vozidel MHD (druhý podobný návrh po neúspěšném pokusu ze 60. let Škoda T 11/Karosa ŠM 11). Cílem tohoto úkolu, jehož se účastnily národní podniky Škoda Ostrov a Karosa Vysoké Mýto, bylo vytvořit vozidlo, které by bylo vyráběno jako autobus i jako trolejbus. Hlavním požadavkem bylo co největší použití shodných dílů. Práce začaly na trolejbusu 14Tr a autobusu B 731, výsledkem projektu se nakonec stal trolejbus s označením 17Tr a autobus B 831. Záměr se ale nepovedl. Po revoluci byl celý projekt unifikace zrušen (celkem byly vyrobeny 3 vozy 17Tr a 3 vozy B 831). Podle původního konceptu měly být vyráběny i dvoučlánkové (Škoda 18Tr) a tříčlánkové (Škoda 19Tr) vozy.
Vůz 17Tr je dvounápravový trolejbus se polosamonosnou karoserií, která je složena z panelů. V pravé bočnici jsou umístěny troje dvoukřídlé výklopné dveře. Designéři z podniku Karosa (ta měla na starost výrobu karoserií pro autobusy i trolejbusy) vytvořili poměrně nadčasový design vozu. Také byly použity i nové technologie např. plasty. Důraz byl rovněž kladen na snížení úrovně vnějšího i vnitřního hluku vozidla. V interiéru se objevily nově zkonstruované sedačky pro cestující (již standardně umístěné příčně).

## Prototypy
| Současný stát | Město   | Článek | Typ  | Roky dodávek | Počet vozů | Evidenční čísla při dodání | Poznámky     | Zdroj |
| ------------- | ------- | ------ | ---- | ------------ | ---------- | -------------------------- | ------------ | ----- |
| Česko         | Ostrava | článek | 17Tr | 1993–1999    | 3          | 3901–3903                  | výzbroj 14Tr | [ 1 ] |

Na konci roku 1987 byl postaven první vůz 17Tr. Šlo o funkční vzorek, který byl jako jediný ze všech tří postavených trolejbusů tohoto typu dokončen. Po vyrobení byl zkoušen u výrobce. Následně byl několik let odstaven a v polovině 90. let byl podroben dalším zkouškám (tentokrát šlo o nový asynchronní pohon). Po jejich ukončení byl odprodán Dopravnímu podniku Ostrava (DPO). Atypická výzbroj byla nahrazena standardní z trolejbusu 14Tr, vůz byl kompletně opraven a v roce 2000 byl zařazen do provozu pod evidenčním číslem 3903. V červnu 2007 byl jako poslední svého typu vyřazen a poté byl předán do brněnského Technického muzea.
Karoserie prvního prototypu byla vyrobena v roce 1989. Nedokončený vůz byl o tři roky později prodán do Ostravy, kde byl po kompletaci a obdržení elektrické výzbroje z vozu 14Tr v roce 1996 taktéž zprovozněn. Obdržel evidenční číslo 3901 a v provozu se udržel deset let. V roce 2006 byl vyřazen, odkoupen Škodou Electric a předán podnikovému muzeu Škody. Po zániku Muzea Škoda na konci roku 2008 byl dlouhodobě zapůjčen ŠKODA-BUS klubu Plzeň jako exponát Muzea dopravy ve Strašicích.
Druhý (taktéž nedokončený) prototyp trolejbusu 17Tr byl vyroben v roce 1990. Karoserii vozu odkoupil v roce 1992 podnik ČKD Trakce, který vůz dokončil a namontoval do něj vlastní elektrickou výzbroj. Trolejbus, který byl označen jako Tr831.03, byl bez cestujících zkoušen v Brně a Hradci Králové. Po ukončení zkoušek byl prodán do Ostravy, kde byl po dosazení standardní elektrické výzbroje typu 14Tr zařazen do provozu v roce 1998. Pod evidenčním číslem 3902 byl v provozu do roku 2006, kdy byl převeden mezi historická vozidla DPO. Mezi roky 2014–2017 probíhala oprava vozu do původního stavu po zařazení do provozu.

## Provoz trolejbusů Škoda 17Tr

### Jihlava
Na přelomu 80. a 90. let 20. století plánoval Dopravní podnik města Jihlavy nákup trolejbusů Škoda 17Tr. K jeho realizaci nikdy nedošlo.

### Praha
Ve druhé polovině 80. let 20. století se předpokládalo, že v brzké době dojde k obnovení pražského trolejbusového provozu. Plánoval se nákup trolejbusů Škoda 17Tr, k jejich dodání však vzhledem k ukončení tzv. projektu unifikované řady vozidel MHD nedošlo. Po roce 1992 byl zrušen i samotný projekt znovu zřízení trolejbusové sítě v Praze.

## Historické vozy
| Původní provoz | Evidenční číslo | Současný majitel | Typ  | Rok výroby | Historický od roku | Poznámka                                                         | Zdroj |
| -------------- | --------------- | ---------------- | ---- | ---------- | ------------------ | ---------------------------------------------------------------- | ----- |
| Ostrava        | 3901            | Škoda Plzeň      | 17Tr | 1989       | 2006               | Od 2008 pronajat ŠKODA BUS KLUBU PLZEŇ (muzeum dopravy Strašice) | [ 4 ] |
| Ostrava        | 3902            | DPO              | 17Tr | 1990       | 2006               |                                                                  | [ 5 ] |
| Ostrava        | 3903            | TMB              | 17Tr | 1988       | 2007               |                                                                  | [ 6 ] |